# Haruna Matsumoto
Haruna Matsumoto (jap. 松本 遥奈, Matsumoto Haruna; * 26. Juli 1993 in Sapporo) ist eine japanische Snowboarderin. Sie startet in der Disziplin Halfpipe.

## Werdegang
Matsumoto startete im Januar 2009 in Gujo erstmals im Weltcup und belegte dabei den sechsten Platz. Im folgenden Monat wurde sie bei den X-Trail Asian Open im Alts Bandai Ski Resort Dritte. Zu Beginn der Saison 2010/11 gewann sie bei den Snowboard-Juniorenweltmeisterschaften 2010 in Cardrona die Bronzemedaille. Bei den Snowboard-Weltmeisterschaften 2011 in Sierra Nevada belegte sie den 25. Platz. Im Februar 2011 erreichte sie mit Platz drei in Stoneham und in Calgary ihre erste Podestplatzierungen im Weltcup. Zum Saisonende holte sie bei den Snowboard-Juniorenweltmeisterschaften 2011 in Valmalenco die Goldmedaille und errang den 12. Platz im Freestyle-Weltcup und den zehnten Platz im Halfpipe-Weltcup. In der folgenden Saison kam sie im Weltcup in Saas-Fee auf den fünften und in Stoneham auf den dritten Platz und erreichte damit den achten Platz im Freestyle-Weltcup. In der Saison 2012/13 belegte sie den 19. Platz im Freestyle-Weltcup und den 15. Rang im Halfpipe-Weltcup. Ihr bestes Einzelresultat dabei war der sechste Platz in Cardrona. Im April 2012 und im März 2015 wurde sie japanische Meisterin in der Halfpipe. In der Saison 2015/16 erreichte sie im Weltcup drei Top-Zehn-Platzierungen und belegte damit den 15. Platz im Freestyle-Weltcup und den siebten Platz im Halfpipe-Weltcup. In der folgenden Saison kam sie bei allen drei Weltcupteilnahmen unter die ersten Zehn. Dabei wurde sie in Mammoth Zweite und zum Saisonende Fünfte im Halfpipe-Weltcup. Bei den Snowboard-Weltmeisterschaften 2017 in Sierra Nevada holte sie die Silbermedaille. Im März 2017 wurde sie erneut japanische Meisterin in der Halfpipe. In der Saison 2017/18 wurde sie bei den Olympischen Winterspielen in Pyeongchang Sechste und bei den Burton US Open in Vail Dritte. Im folgenden Jahr errang sie bei den Winter-X-Games in Aspen den fünften Platz und bei den Weltmeisterschaften in Park City den 16. Platz. In der Saison 2019/20 holte sie bei den Winter-X-Games 2020 die Bronzemedaille und kam zudem bei den Burton US Open auf den zweiten Platz.
In der Saison 2020/21 holte Matsumoto bei den Winter-X-Games 2021 die Bronzemedaille und wurde bei den Snowboard-Weltmeisterschaften 2021 Fünfte. Zudem kam sie auf den fünften Platz im Halfpipe-Weltcup. Im folgenden Jahr gewann sie bei den Winter-X-Games erneut die Bronzemedaille.